# Levegh
Levegh (s pravim imenom Alfred Velghe), francoski dirkač, * 1871, Francija, † 28. februar 1904, Francija.
Alfred Velghe se je rodil leta 1871. Dirkati je začel v sezoni 1898 pod vzdevkom Levegh, ki je anagram njegovega priimka. Prvič je nastopil na dirki Pariz-Bourdeaux, na kateri je odstopil. Po štirih dirkah, na katerih je bil vselej uvrščen okoli desetega mesta, je dosegel tri zaporedna druga mesta na dirkah Pariz-Saint Malo, Pariz-Ostend in Pariz-Bologna ter svojo prvo zmago na dirki Bourdeaux-Biarritz Malo, vse v sezoni 1899. Po petem mestu na dirki Nica-Marseille, je v sezoni 1900 Levegh dosegel dve zaporedni zmagi na dirkah Bourdeaux-Perigueux-Bordeaux in Pariz-Toulouse-Pariz. Na naslednji dveh dirkah je odstopil, leta 1904 pa je umrl za boleznijo dihal.
Njegov nečak Pierre Eugène Alfred Bouillin, ki se je rodil leto po Leveghovi smrti, je v čast svojega strica dirkal pod psevdonimom Pierre Levegh.